# آشر صلاح
آشر صلاح هو مؤرخ إسرائيلي، ولد في 1967.